# Corea del Sur en los Juegos Olímpicos de Sapporo 1972
Corea del Sur estuvo representada en los Juegos Olímpicos de Sapporo 1972 por cinco deportistas, un hombre y cuatro mujeres, que compitieron en dos deportes.
El equipo olímpico surcoreano no obtuvo ninguna medalla en estos Juegos.